# Hermann Lutze
Hermann Arno Waldemar Lutze (* 17. Januar 1903 in Köln-Ehrenfeld; † 23. Februar 1987 in Wuppertal) war ein deutscher evangelischer Theologe und Geistlicher sowie Mitgründer der CDU.

## Leben

### Schule und Familie
Nach der Volksschule am Eigelstein in Köln besuchte Lutze, der Sohn eines Kaufmanns, in den Jahren 1913 bis 1922 das evangelisch geprägte Friedrich-Wilhelms-Gymnasium Köln, wo er die Reifeprüfung ablegte. Von 1913 bis 1915 und von 1920 bis 1930 war er in der Wandervogelbewegung aktiv. 1929 heiratete er Hanna Jung († 1968). Das Paar hatte drei Töchter, Selma Elisabeth (* 1930), Hanna Maria (* 1933), später Ehefrau des Kunsthistorikers Eberhard Roters, und Hildegard (1937–1993), später Ehefrau des Künstlers Hans-Dietrich „Dieter“ Froese (1937–2006).

### Theologische Ausbildung
Stationen seiner Ausbildung zum evangelischen Theologen waren die Rheinische Friedrich-Wilhelms-Universität Bonn (1922–1924), die Universität Wien (1922/1923), die Universität Basel (1924/1925) sowie die Philipps-Universität Marburg (1925/1926). 1926 legte er die Erste theologische Prüfung beim Theologischen Prüfungsamt der Evangelischen Kirche im Rheinland in Koblenz ab. 1926/1927 versah er ein Lehrvikariat bei Pfarrer Hans Josten (1883–1964) in Honnef, ehe er 1927/1928 als Hilfsprediger in Bergisch-Gladbach diente. Ebenfalls in Koblenz erfolgte 1928 die Zweite theologische Prüfung. 1928 wurde er in Duisburg, wo er bis 1929 als Hilfsprediger wirkte, durch Superintendent Friedrich Wilhelm Heß (1861–1934) ordiniert.

### Pfarrämter
Als Pfarrer arbeitete er von 1929 bis 1936 in Kleinich im Hunsrück, von 1936 bis 1956 in Wuppertal-Wichlinghausen und von 1956 bis 1968 an der Johanneskirche in Wuppertal-Elberfeld. 1969 trat er in den Ruhestand.

### Besondere kirchliche und lehramtliche Tätigkeiten
Besondere Tätigkeiten für die Evangelische Kirche im Rheinland verrichtete er 1945 bis 1947 als Schulreferent im Nebenamt, 1947 bis 1953 als Schulreferent im Hauptamt, 1947 bis 1979 als Religionslehrer, 1953 als Landeskatechet, 1954 bis 1956 als Landespfarrer im katechetischen Amt, als Kreissynodalkatechet, Synodalbeauftragter für die Männerarbeit und als Landesbeauftragter für den Kindergottesdienst. Noch elf Jahre nach seiner Pensionierung gab er Religionsunterricht am Carl-Duisberg-Gymnasium.

### Kontroversen
Im Kirchenkampf bezog Lutze am 31. Mai 1934 als Teilnehmer der Barmer Bekenntnissynode und durch Unterschrift unter die Barmer Theologische Erklärung zugunsten der Bekennenden Kirche Stellung und wurde deren Bruderratsmitglied. Unter dem Eindruck des Kirchenkampfes gründete er Ende 1936 – zusammen mit Joachim Beckmann und Peter Brunner Leitungsaufgaben übernehmend – in Düsseldorf die Arbeitsgemeinschaft lutherischer Pastoren im Rheinland.
In einem gemeinsamen Schreiben der Hunsrücker Pfarrerbruderschaft (1933–1940) protestierte Lutze mit anderen Pfarrern 1934 gegen die Verhaftung des Amtsbruders Paul Schneider. Dieser war in „Schutzhaft“ genommen worden, nachdem er bei der christlichen Beerdigung eines Hitlerjungen der Bemerkung eines NS-Kreisleiters widersprochen hatte. Der NS-Kreisleiter hatte gesagt, dass der Verstorbene in den himmlischen Sturm Horst Wessels eingegangen sei. In dem Protestschreiben distanzierte sich die Hunsrücker Pfarrbruderschaft von der Bemerkung und deutete ihren Ursprung als einen Gedanken des NSDAP-Mitglieds und ehemaligen evangelischen Bischofs Joachim Hossenfelder. Die Rede vom himmlischen Sturm Horst Wessels sei bei einer christlichen Beerdigung unangebracht und widerspreche dem innersten Wesen des Evangeliums.
Auf einer Sitzung der Bekennenden Kirche am 14. März 1935 in der Kirche in Irmenach, an der einige Kirchenvertreter teilnahmen, soll Lutze über Reichsbischof Ludwig Müller gesagt haben, dass dieser Irrlehren verbreite. Er und die Deutschen Christen seien Verderber der Kirche, Anhänger des Status Quo und machten die Kirchenzucht nicht mit. Sie gingen in Schafskleidern einher und seien ein Licht des Teufels.
Mit dem Wichlinghauser Pastor Hans Brückmann (1915–1997) focht er 1964 eine Kontroverse über die Kindertaufe (1964), mit dem Präses Joachim Beckmann stritt er 1963/1964 über Thesen der Arnoldshainer Konferenz.

### Politische Arbeit
Für die CDU bzw. ihre im Rheinland entstehenden Strukturen war Lutze immer wieder tätig, insbesondere in den Jahren 1945 bis 1955, 1966 bis 1967 sowie ab 1976. Eine besondere Rolle kam ihm beim Neuanfang des politischen Lebens nach dem Zweiten Weltkrieg zu, als er auf die programmatische Diskussion sich formierender Christdemokraten Einfluss nahm und für die Gründung einer konfessionsübergreifenden christlichen Volkspartei in Deutschland eintrat. Neben den Pfarrern Hannes Echternacht (1898–1970) und Willi Praetorius (1884–1959) zählte Lutze damals zu den evangelischen Geistlichen im Rheinland, die sich maßgeblich an der Diskussion beteiligten und sich nachdrücklich dafür aussprachen, dass evangelische Christen am politischen Geschehen mitwirken.
Lutzes politisches Engagement ging dabei auf einen interkonfessionellen Gesprächskreis Wuppertaler Theologen und Laien zurück, den er 1939 zusammen mit einem katholischen Religionslehrer gegründet hatte. Obwohl theologische Themen den eigentlichen Grund für die Zusammenkünfte bildeten, dürften sich an die Erörterungen auch politische Fragen angeschlossen haben. Nach dem Zusammenbruch des NS-Staats kam es in diesem Zirkel, der sich in der Person von Emil Marx mit einem vergleichbaren Düsseldorfer Kreis überschnitt, zu einer verstärkten politischen Auseinandersetzung, die in Grundsatz-Vorträgen mündete, welche Lutze 1945 unter Überschriften wie Der Christ in der Politik und Ist in evangelischer Sicht eine christliche Partei nötig oder möglich? hielt.
In einem ersten Vortrag am 23. Mai 1945 forderte Lutze das politische Zusammengehen der Christen und einen Verzicht auf konfessionelle Parteien. Auch brachte er eine „Arbeitsgemeinschaft christlicher Politiker in den verschiedenen Parteien“ ins Gespräch. Eine kritische Haltung nahm er generell zu den Parteien als politische Organisationsform ein, weil er sie grundsätzlich als Phänomene des Säkularismus deutete. Überzeugt, „dass auch das politische Leben unter den Herrschaftsanspruch Jesu Christi gestellt werden muß“, akzeptierte er allerdings die Notwendigkeit einer christlich geprägten Partei. Nachdem Lutze die „Kölner Leitsätze“ gewerkschaftsnaher, linker Christdemokraten kennengelernt hatte, die unter dem Einfluss des Dominikanerpaters Eberhard Welty einen „christlichen Sozialismus“ anstrebten, widersprach Lutze insbesondere den darin vorgetragenen Forderungen zur Gestaltung der Wirtschaft. Den Begriff „Sozialismus“ lehnte er schon deshalb ab, weil er ihn für historisch belastet hielt. Seine entgegengesetzten Vorstellungen brachte er sodann in die „Barmer Richtlinien christlich-demokratischer Gemeinschaftsarbeit“ ein, die forderten, dass im Rahmen einer „Gemeinschaftsordnung“ prinzipiell „weitester Raum für eine private Initiative“ bestehen müsse.
Am 17. August 1945 war Lutze in der Wuppertaler Villa Halstenbach Teilnehmer eines Treffens politisch interessierter evangelischer Christen aus dem Rheinland. Dort reifte der Entschluss, an der Gründung einer konfessionsübergreifenden christlichen Volkspartei mitzuwirken.
Zur Gründungsversammlung der Christlich-Demokratischen Partei Rheinland am 2. September 1945 in Köln war zunächst Lutze gebeten worden, eine Rede zu halten. Diese Bitte reichte er an den in Lutzes Gesprächskreis mitwirkenden Verleger und „alten Schulfreund“ Otto Schmidt weiter, der im Sinne Lutzes dann dort – neben dem Katholiken Max Hildebrand von Gumppenberg – eine vielbeachte Grundsatzrede hielt. Lutze selbst konzentrierte sich fortan wieder auf pfarramtliche Aufgaben.
Am 12. September 1945 gehörte Lutze zu den Gründern des CDU-Kreisverbands Wuppertal.

## Veröffentlichungen (Auswahl)
- Von der christlichen Ordnung des Lebens. Westdeutscher Lutherverlag 1936.
- Du evangelischer Mann heute! Rufer-Verlag, Wuppertal-Barmen 1938.
- Biblische Geschichte für den Religionsunterricht an den Volksschulen. Bagel, Düsseldorf 1947 (Leipzig 2022).
- Ist in evangelischer Sicht eine christliche Partei nötig oder möglich? CDU des Rheinlandes, Köln 1946/1948.
- Das Mysterium der Kirche Christi. Der Rufer, Gütersloh 1948 (Leipzig 2022).
- Ich glaube an den dreieinigen Gott. Bagel, Düsseldorf 1956.
- Wir evangelischen Christen und die römisch-katholische Kirche. Schriftenmissions-Verlag, Gladbeck 1957.
- Was Christen glauben. Schriftenmissions-Verlag, Gladbeck 1961.
- Die Revolution Jesu. Schriftenmissions-Verlag, Gladbeck 1971.
- Halt im Wetterwind. Erlebnisse und Erfahrungen aus acht Jahrzehnten. Rheinland-Verlag, Habelt Bonn 1983.